# Пісні незабутого краю
«Пісні незабутого краю» — міжрегіональний фестиваль-конкурс поетично-пісенного мистецтва Закерзоння (української етнічної території, яка після Другої світової війни відійшла до складу сучасної Польщі), що проходить у місті Городок Львівської області.
Започатковано у 2001 році з метою виявлення і підтримки талановитих виконавців, популяризації, пошуку і відродження українського поетично-пісенного мистецтва Закерзоння.

## Загальна інформація
У фестивалі беруть участь артисти з різних областей України, а також Польщі, Словаччини.
Від року заснування головою журі фестивалю-конкурсу є Народна артистка України, лауреат Шевченківської премії, професор Львівської державної музичної академії ім. М. Лисенка Марія Байко.
Гімном поетично-пісенного конкурсу упродовж всіх років святкування є пісня на вірші Василя Хомика, музика Лесі Гуріної «Фестивальна».
Організаторами фестивалю виступають Львівська обласна державна адміністрація, Львівська обласна рада, Львівський державний обласний центр народної творчості і культурно-освітньої роботи, Городоцька районна рада, Городоцька райдержадміністрація, Городоцька міська рада, Об'єднання товариства депортованих українців «Закерзоння», Всеукраїнське товариство «Лемківщина», Городоцькі районні суспільно-культурні товариства «Лемківщина», «Надсяння», «Холмщина».

Для участі у фестивалі кожен учасник має представити два твори українського мистецтва Закерзоння.
Час виконання конкурсної програми: 5-7 хвилин.
Критерії, за якими оцінюються виступи учасників фестивалю: володіння голосом, акторська майстерність, якість фонограми, костюм виконавця, відповідність текстів творів до умов фестивалю.
Учасники повинні пройти попередній відбір у своєму регіоні (області) Товариствами, які їх рекомендують до участі у фестивалі, обов'язково представивши текст і партитуру виконуваних творів.

## Номінації
Фестиваль-конкурс проводиться у номінаціях:
- солісти-вокалісти (2 вікові категорії: молодша група: 6-12 років, старша група: від 13 років);
- авторська пісня;
- вокально-інструментальні ансамблі;
- вокальні ансамблі;
- читці;
- хорові колективи;
- літературно-музична композиція.

## Нагороди фестивалю
Оргкомітет фестивалю встановив наступні нагороди для переможців:
- Лауреат I премії (у кожній номінації);
- Лауреат II премії (у кожній номінації);
- Лауреат III премії (у кожній номінації);
- Гран-Прі фестивалю
- Дипломант фестивалю: всі учасники.

## Учасники
В різні роки учасниками та гостями фестивалю були: оркестр українських народних інструментів Львівської національної музичної академії ім. М. В. Лисенка (художній керівник і диригент Ярослав Олексів); художні колективи Нововоронцовського району (Херсонська область) — чоловічий ансамбль «Дудчанські парубки» (художній керівник Володимир Іванів) та змішаний самодіяльний колектив «Бойківчанка» з села Дудчани; ансамбль бандуристів «Барви України» із села Стрітівка (Київська область) ; етноколектив «Р'ява» зі Словаччини; гурт «Слов'яночка» та Лука Чижевський із Польщі; народна капела бандуристок «Галичанка» (Львів); фольклорний гурт «Барвінок» (Львів); народний фольклорний ансамбль села Берездівців «Берездівчанка» (керівник М. Іваницький); дитячий релігійно-фольклорний гурт «Лемчатко» м. Калуша (Івано-Франківська область) ; народний сімейний ансамбль «Кожушки» та народний жіночий вокальний ансамбль «Журавка» м. Жовква (Львівська область); муніципальний гурт «Коралі» м. Вишгород (Київська область); народна капела бандуристок «Зоряниця» (Львів); народний ансамбль пісні і танцю «Лемковина» смт. Рудне (Львів), Народний дівочий хор «Ліра» (Львів) та ін.
Серед почесних гостей заходу є голова Об'єднання товариств депортованих українців «Закерзоння», активний громадський діяч — Володимир Середа.